# Клан Лесли
Лесли — один из кланов равнинной Шотландии.

## История
Клан Лесли происходит от венгра Бартольфа, который в XII веке получил баронство Лесли, и именно его сын Малькольм был первый, кто взял название от своих владений.
Сэр Эндрю Лесли был одним из подписавших в 1320 году Арбротскую декларацию — письмо Римскому папе, провозглашавшее шотландскую независимость. Его второй сын Александр женился на дочери и наследнице графа Росса и через неё стал графом. После его смерти в 1402 году за права на графство боролся его шурин, Дональд, Лорд Островов, что привело к сражению при Харлоу в 1411 году.
Лесли потеряли графский титул, но шестой глава клана Лесли, сэр Эндрю, получил от Иакова II титул графа Роутс, который до сих пор принадлежит семейству. Уильям, 3-й граф Роутс, был убит при Флоддене, а его сын, Джордж, был одним из главных заговорщиков в убийстве кардинала Битона. Эндрю, 5-й граф, который наследовал отцу в 1588 году, был ярым сторонником Марии I Стюарт и сражался на её стороне при Лангсайде.
Александр Лесли из Балгони служил у шведского короля Густава Адольфа в Тридцатилетней войне. Во время Гражданской войны он возвратился в Шотландию, чтобы командовать войсками ковенантеров, и захватил Эдинбургский замок. В награду за примирение с шотландцами в 1641 году Карл I пожаловал ему титул графа Ливен.
Лесли из Балкахэйна были самой известной ветвью и были вовлечены в долгую вражду с Форбсами. Самым известным из их семейства был Джон Лесли, епископ Росс, который написал на шотландском диалекте «Историю Шотландии» для Марии I Стюарт, сторонником которой он был. Также он был вовлечён в заговор Ридольфи, за который он был заключён в тюрьму лондонского Тауэра.
Генерал Александр Ульянович Лесли является основателем русской ветви клана, владевшей рядом со Смоленском имением Герчиково.

## Известные представители
- Роуз Лесли (род. 1987) — британская актриса.
- Юрий Федорович Лесли (? — 1737) — генерал-майор.